# Sermaize-les-Bains

Sermaize-les-Bains este o comună în departamentul Marne, Franța. În 2009 avea o populație de 2,115 de locuitori.